# Valromey-sur-Séran
Valromey-sur-Séran è un comune francese sito nel dipartimento dell'Ain, nella regione Alvernia-Rodano-Alpi. Si tratta di un comune di nuova costituzione che dal 1º gennaio 2019 è stato creato con la fusione tra i comuni di Belmont-Luthézieu, Lompnieu, Sutrieu e Vieu, che ora ne costituiscono le rispettive frazioni. Come dice la denominazione, il territorio comunale è bagnato dal fiume Séran.